# Яворина (гора)
Гора Явори́на знаходиться біля села Липа Долинського району Івано-Франківської області, її висота 1131 м.
В 1944 на горі Яворина розташовувалася Старшинська школа Української повстанської армії «Олені», курсанти якої під керівництвом майора Федора Польового (псевдо «Поль») полягли 15 жовтня 1944 в більшовицькій засідці в урочищі Глибокий у відчайдушному бою зі спецчастиною карателів НКВС.
31 жовтня 1946 у бункері, який знаходився неподалік від школи, героїчно загинув у 27-річному віці з дружиною Антоніною, грудним синочком Романом та бойовими побратимами провідник ОУН Карпатського краю Ярослав Мельник (псевдо «Роберт»).

Відтворена криївка Ярослава Мельника біля гори Яворина

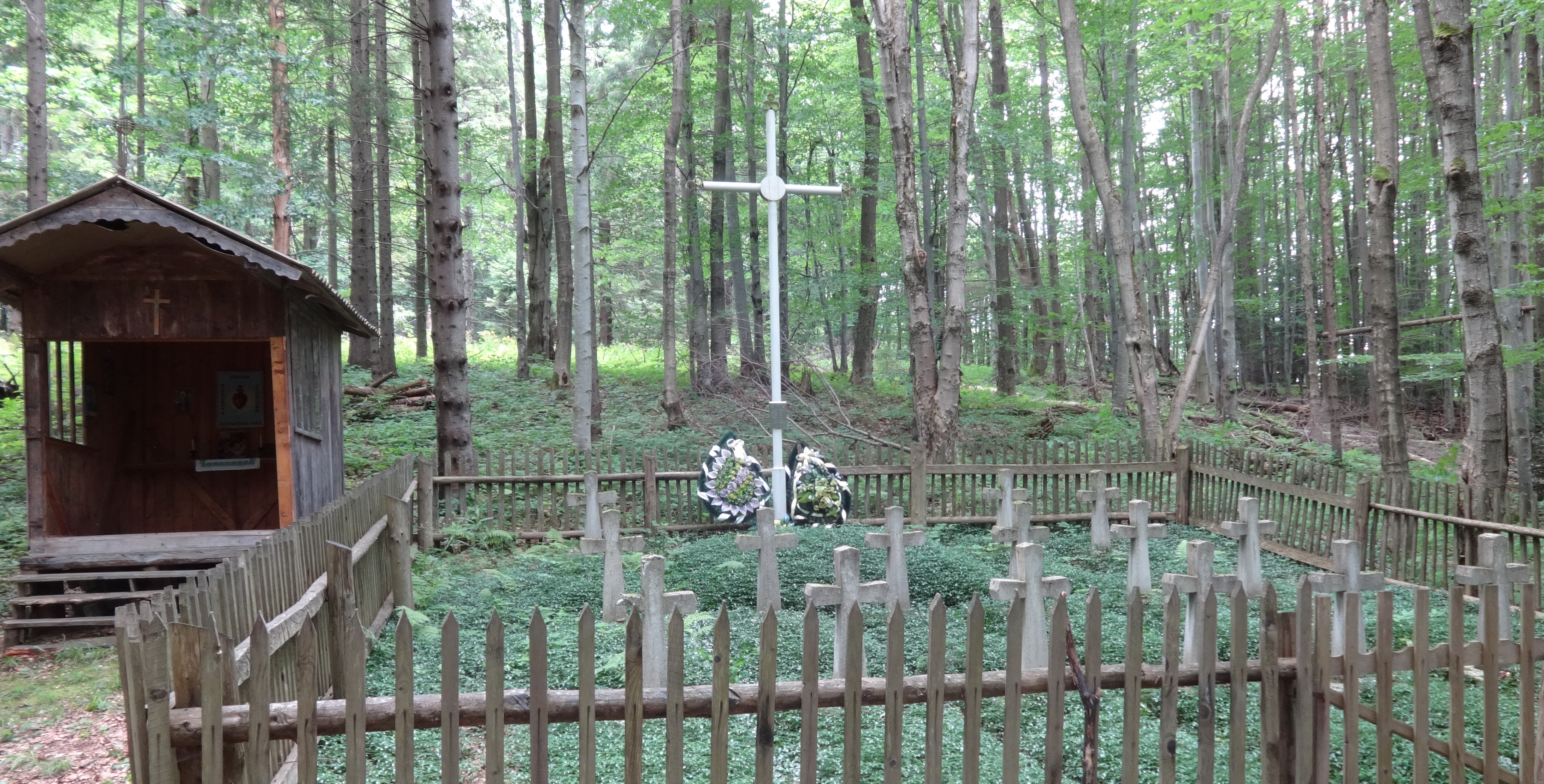
Цвинтар старшини та курсантів старшинської школи Української повстанської армії «Олені» на горі Яворина

Із 1984 на горі Яворина традиційно відбувається вшанування полеглих вояків-повстанців. Щороку тисячі українців віддають тут данину пам'яті полеглим борцям за волю.